# Rote Armee Fraktion

Sigla RAF-ului: O stea roșie și un pistol mitralieră.

Rote Armee Fraktion (abreviat RAF) sau Grupul Baader-Meinhof a fost o organizație teroristă de extremă stângă din Germania de Vest, care a fost condusă la început de Andreas Baader, Gudrun Ensslin, Ulrike Meinhof și Horst Mahler.
Câteva atentate atribuite grupării și implicațiile lor:
- 1968, 2-3 aprilie, incendierea a două magazine universale din Frankfurt am Main ca protest împotriva războiului din Vietnam.

- 1970, 14 mai, Ulrike Meinhof, Gudrun Ensslin și alții îl eliberează pe Andreas Baader din detenție.

- 1971, 22 octombrie, polițistul Norbert Schmidt devine prima victimă a RAF-ului.

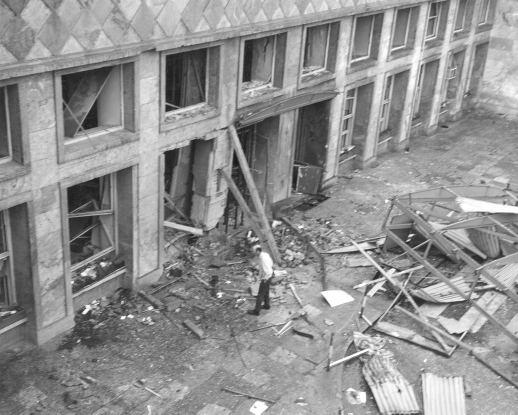
Frankfurt, 1972

- 1972, mai, încep atentatele împotriva instalațiilor militare americane din RFG
- iunie/iulie, Andreas Baader, Ulrike Meinhof, Gudrun Ensslin, Jan-Carl Raspe, Brigitte Mohnhaupt și Irmgard Möller sunt arestați.

- 1973, ianuarie, membrii RAF în închisoare încep greva foamei

- 1974, noiembrie Holger Meins moare din cauza grevei foamei

- 1975, 24 aprilie, ambasada RFG în Suedia (Stockholm) este ocupată de membrii RAF

- 1976, 8 mai, Meinhof se spânzură în celulă

- 1977, 8 februarie, Mohnhaupt este eliberată din închisoare

- 7 aprilie, Siegfried Buback (procurorul general) este asasinat.
- 28 aprilie Baader, Ennslin, Raspe sunt condamnați la închisoare pe viață.
- 30 iulie, Christian Klar și Brigitte Mohnhaupt îl asasinează pe Jürgen Ponto, șeful băncii Dresdner Bank.
- 5 septembrie, Hanns-Martin Schleyer (președintele organizației patronilor vest-germani) este răpit. Cei patru însoțitori ai săi mor împușcați.
- 22 septembrie, la arestare, Knut Folkerts împușcă un polițist la Utrecht, Olanda.
- 13-18 octombrie, un avion Lufthansa cu 86 de pasageri este deturnat de către un comando palestinian. Motivul este încercarea de a-i elibera pe teroriștii de la RAF din închisoare. La Mogadishu, Somalia, pasagerii sunt eliberați de către soldați germani de la gruparea antiteroristă GSG 9.
- 18 octombrie Baader, Ennslin și Raspe se sinucid în închisoare.
- Hanns-Martin Schleyer este asasinat de către răpitorii săi.
- 1979, 25 iunie, Alexander Haig, Jr., comandantul militar al trupelor NATO, a scăpat unui atentat la viața sa.

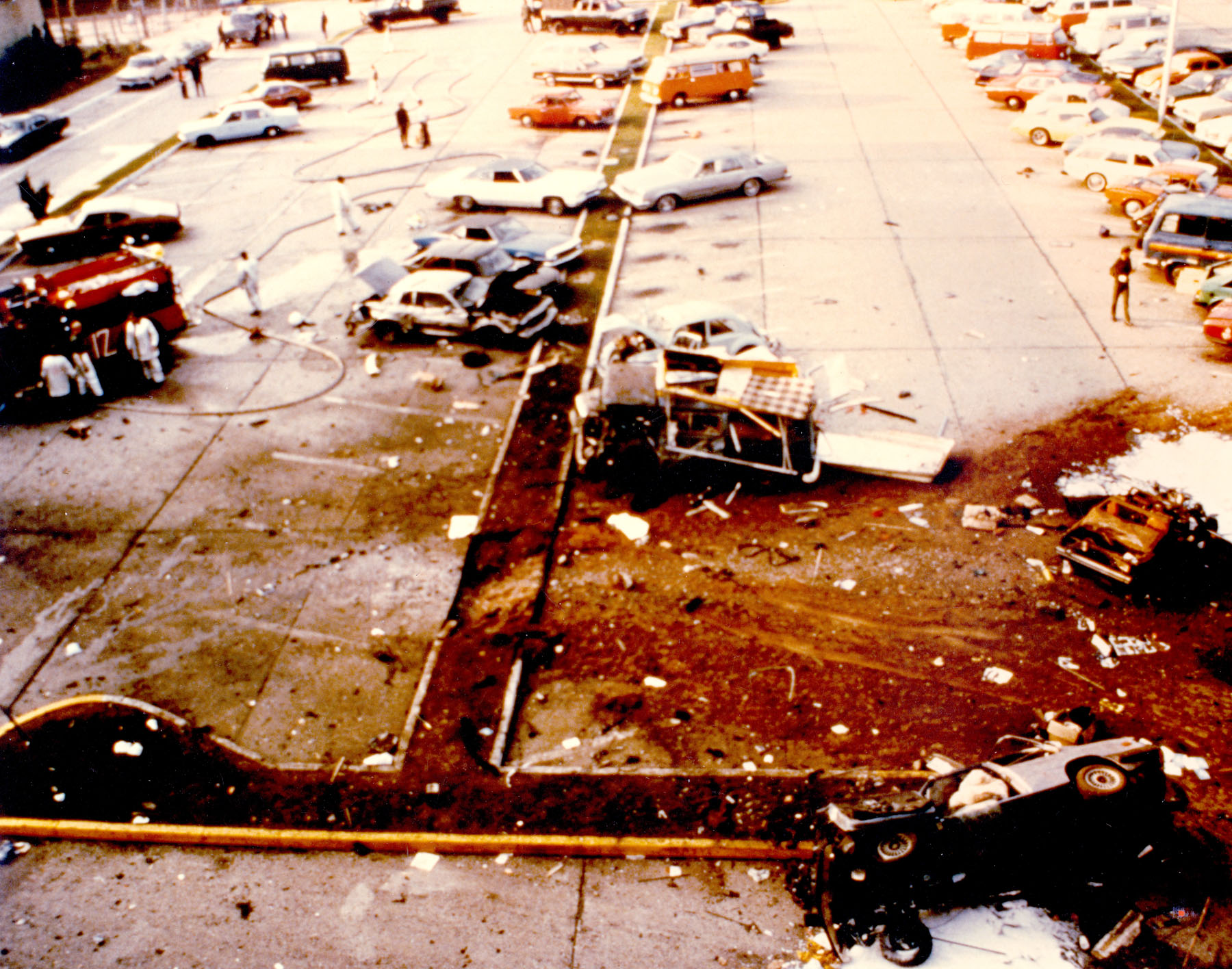
Ramstein, 1981

- 1981, 31 august, explozie a unei mașini-capcană în parcarea bazei militare Ramstein.
- 1985, 5 august, o mașină-capcană explodează la baza aeriană americană din RFG Rhein-Main, soldându-se cu doi morți și 20 de răniți.
- 1991, 1 aprilie, Detlev Karsten Rohwedder, șeful Treuhandanstalt este asasinat la Düsseldorf.
- 1993, 23 martie, atac cu explozive la un șantier de construcție al unei închisori din Weiterstadt.

La 28 aprilie 1998 RAF anunță într-un fax trimis agenției Reuters că s-a autodizolvat.